# Mystacina robusta
Mystacina robusta är en fladdermus som beskrevs 1962 av John Duncan Dwyer. Arten ingår i släktet Mystacina och familjen markfladdermöss. IUCN kategoriserar arten globalt som akut hotad. Inga underarter finns listade i Catalogue of Life.

## Utbredning och status
Levande individer av arten är bara kända från några mindre öar sydväst om Stewart Island i Nya Zeeland. Den senaste bekräftade observationen gjordes 1967 och det befaras att arten är utdöd. Kvarlevor av arten hittades även i andra regioner i Nya Zeeland.

## Utseende
Arten är större än den närbesläktade markfladdermusen (M. tuberculata) med en kroppslängd på cirka 9 cm, inklusive en 1,5 cm lång svans, ett vingspann på 29 till 31 cm och en vikt mellan 25 och 35 g. Mystacina robusta har en robust bål och spetsiga öron. Den korta svansen är inte helt inbäddad i flygmembranen mellan bakbenen. Arten extremiteter är anpassade för att röra sig på fyra fötter på marken. Pälsen är brunaktig.

## Ekologi
Levnadssättet är inte känt men det antas att arten hade samma beteende som markfladdermusen. Kvarlevor har bland annat återfunnits i kalkstensgrottor som troligen var artens viloplats.

## Historia
Orsak till artens decimering och förmodade utdöende, berodde förmodligen på den introducerade polynesiska råttan (Rattus exulans). För att skydda den hypotetiska kvarvarande populationen dödades alla råttor på de öar där fladdermusen iakttogs senast. En expedition från 1999 registrerade ljud som fladdermöss använder vid ekolokalisering. Det liknade markfladdermusens ljud men var inte helt likadant. Obekräftade observationer av arten har gjorts på öarna. De närmaste kända populationerna av markfladdermusen och av långsvansad fladdermus (Chalinolobus tuberculatus) lever 50 km längre norrut.